# Juice (serie televisiva)
Juice è una serie televisiva del 2023 della BBC Three ideata e scritta da Mawaan Rizwan.
La serie è l'adattamento televisivo dell'omonimo spettacolo presentato da Rizwan all'Edinburgh Fringe nel 2018.

## Trama
Jamal "Jamma" Jamshidi è un giovane uomo gay di origini pakistane che vive a Londra. Mentre Jamma cerca di consolidare la sua relazione con Guy, il matrimonio dei genitori sembra prossimo alla fine e la scuola di recitazione della madre rischia lo sfratto.

## Episodi
| Stagione       | Episodi | Prima TV originale | Prima TV Italia |
| -------------- | ------- | ------------------ | --------------- |
| Prima stagione | 6       | 2023               | inedita         |

## Produzione
Nel 2022 la BBC Three ha commissionato la serie dopo un episodio pilota di successo realizzato l'autunno precedente. Nel maggio 2024 è stata rinnovata per una seconda stagione.

## Distribuzione
La serie televisiva è stata distribuita su BBC iPlayer il 18 settembre 2023.